# Barna Putics
Barna Putics (ur. 18 sierpnia 1984 w Peczu), węgierski piłkarz ręczny, reprezentant kraju grający jako lewy rozgrywający. Obecnie występuje w Bundeslidze, w drużynie VfL Gummersbach.

## Sukcesy

### klubowe
- mistrzostwo Węgier  2005, 2006, 2008
- puchar Węgier  2005, 2007
- wicemistrzostwo Słowenii  2009
- puchar Słowenii  2009